# Benedita
Benedita est une freguesia (paroisse civile) portugaise du concelho (commune) d'Alcobaça, située dans le sous-région Oeste de la région Centre.
Avec une superficie de 29,23 km2 et une population de 8 233 habitants (2001), la paroisse possède une densité de 279,1 hab/km2.